# Nagycserna
Nagycserna (szlovákul Veľká Čierna) község Szlovákiában, a Zsolnai kerületben, a Zsolnai járásban.

## Fekvése
Zsolnától 21 km-re délnyugatra fekszik.

## Története
A mai község területén a történelem előtti időkben a puhó kultúra népe lakott.
A mai települést 1361-ben „Nagh Cherna” alakban említik először. 1477-ben „Cherna”, 1476-ban „Czerna”, 1512-ben „Czerna”, 1598-ban „Nagy Cherna” néven szerepel az írott forrásokban. A Csernyánszky család ősi birtoka. 1598-ban 24 ház állt a településen. 1720-ban 10 adózó portája volt. 1784-ben a népszámláláskor 43 házat, ugyanennyi családot és 252 lakost, főként nemeseket számláltak a településen.
A 18. század végén Vályi András így ír róla: „Nagy Cserna. Tót falu Trentsén Vármegyében, az előbbeninek szomszédságában, birtokosai Fridválszky, és más Urak, lakosai katolikusok, határja termékeny, de mivel földgye sikeres, réttye sem olly igen hasznos, a’ második Osztályba tétettetett.”
1828-ban 14 ház és 249 lakos élt a faluban. Lakói erdei munkákkal és mezőgazdasággal foglalkoztak.
Fényes Elek 1851-ben kiadott geográfiai szótárában így ír a faluról: „Nagy-Cserna, tót falu, Trencsén vmegyében, 238 kath., 4 zsidó lak. Földje nem igen termékeny, de sikeres rozsot terem, lent is termesztenek. F. u. többen.”
A trianoni békéig Trencsén vármegye Zsolnai járásához tartozott.

## Népessége
| Év:            | 1994. | 2004.   | 2014.   | 2024.   |
| -------------- | ----- | ------- | ------- | ------- |
| Emberek száma: | 360   | 357     | 348     | 370     |
| Eltérés:       |       | -0,83 % | -2,52 % | +6,32 % |

| Év:            | 2023. | 2024.   |
| -------------- | ----- | ------- |
| Emberek száma: | 373   | 370     |
| Eltérés:       |       | -0,80 % |

1910-ben 326, túlnyomórészt szlovák anyanyelvű lakosa volt.
2001-ben 357 lakosából 350 szlovák volt.
2011-ben 357 lakosából 349 szlovák volt.

## Nevezetességei
- Szent Cirill és Metód tiszteletére szentelt római katolikus temploma.

## Külső hivatkozások
- Hivatalos honlap
- Községinfó
- Nagycserna Szlovákia térképén
- E-obce.sk Archiválva 2007. október 14-i dátummal a Wayback Machine-ben